# Űrbelűek
Az űrbelűek vagy tömlőbelűek (Coelenterata) az állatvilág egyik elavult rendszertani kategóriája. Ebbe a népes csoportba vonták össze egyebek között a medúzákat, a hidrákat, a tengerirózsák és a korallokat. Idővel a molekuláris genetikai vizsgálatok kiderítették, hogy a hasonló jegyek alapján összevont taxonok genetikailag meglehetősen távol állnak egymástól.

## Megjelenésük, felépítésük
Testük lágy, kültakarójuk többé-kevésbé mérgező. Szájuk a test közepe táján nyílik. Fegyvereik a fonálszerű fogókarok és a tapogatók.
Garatjuk hosszú, kiölthető. Csőszerű belük elágazások nélkül, de gyakran kiöblösödésekkel húzódik végig a test hosszában. Hímnősek. A hármasbelű örvényféregalakúakhoz (Tricladida) hasonló sajátosság, hogy a szikanyagot termelő sejtjeik elkülönültek női ivarkészülékeiktől, ezért petéik ektolecitális típusúak.
Nincs belső vázuk, és kemény mészhéjat is csak a korallok építenek. Agyuk sincs, idegeik és izmaik egyszerűek. A legnagyobb tömlőbelűek a szinte mindig harang vagy ernyő alakú, szájukkal lefelé néző medúzák kb. 250 fajjal. Legtöbbjük csészealjnyi, de akadnak köztük 2 méter átmérőjű óriások, amelyek 70 méterre nyújtják le fonálkarjaikat.

## Életmódjuk, élőhelyük
Többnyire tengeri lények, csak néhány faj édesvízi. Általában a partközeli, sekélyebb vizek lakói. Legtöbbjük fonálszerű fogókarokkal ejti el zsákmányát. Még a korallok is ragadozók: áldozataikat a tapogatóikon lévő csalánsejtek bénítják meg. Egyes medúzák csalántüskéi a fürdőzők bőrén is súlyos sebeket ejtenek, az ausztráliai darázsmedúza mérge akár halált is okozhat.
Egyes fajaik testét olyan nyálka borítja, amelybe beleragadnak a velük „ütköző” parányi élőlények. A homokos tengerpartokra gyakran kisodródó közönséges medúzák, az aureliák a nyálkába ragadt áldozatot csalánsejtjeikkel megbénítják, és úgy kebelezik be.

### Szaporodásuk
Felváltva ivarosan és ivartalanul (osztódással) szaporodnak. A medúzák a vízbe szórják parányi utódaikat. vagy tokokban rakják le petéiket, de azokból az új, nagy medúza nem egyszerűen fejlődik ki. A petékből kikelt apró lények rátapadnak valamilyen kőre vagy hínárra, és ott kúpszerű alakzattá növekednek. Azután elkezdenek osztódni, és egy idő után már úgy néznek ki, mint egy csomó, egymásra rakott apró csészealj. Végül ezek a kis csészealjak egymás után leválva elindulnak, hogy új medúzává fejlődjenek.